# Wojciech Żywny

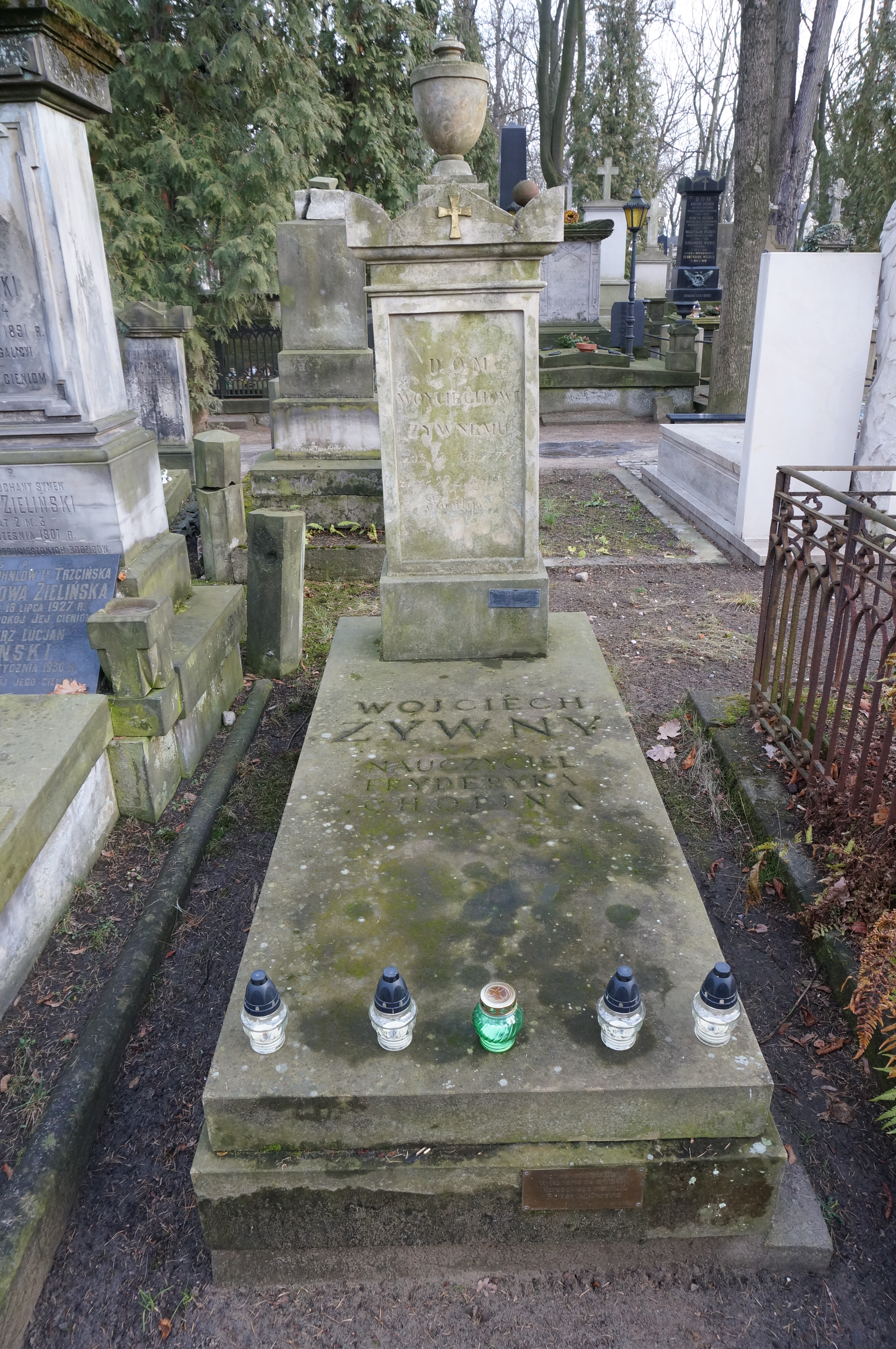
Grób Wojciecha Żywnego na cmentarzu Powązkowskim w Warszawie

Wojciech (Adalbert) Żywny (cz. Vojtěch Živný; ur. 13 maja 1756 w Mšenie, zm. 21 lutego 1842 w Warszawie) – polski pianista czeskiego pochodzenia, kompozytor i pedagog.

## Życiorys
Pochodził z Czech, gdzie uczył się muzyki u Jana Kuchařa. Grał na skrzypcach i klawikordzie, próbował kompozycji, był także dyrygentem. Do Polski ściągnął go Kazimierz Sapieha i uczynił domowym pianistą i nauczycielem muzyki aż do rozbiorów Polski, gdy Żywny musiał przenieść się do Warszawy w poszukiwaniu pracy.
Wojciech Żywny w latach 1816–1822 był nauczycielem Fryderyka Chopina, jedenastoletni Chopin dedykował mu skomponowany w 1821 roku Polonez As-dur (Polonaise pour le PIano forte composée et dedié á Monsieur A. Żywny par son Eléve Fryderyk Chopin á Varsovie ce 23 Avril 1821). 
Jest pochowany na cmentarzu Powązkowskim w Warszawie (kwatera 12 rząd 2 miejsce 19).

## Upamiętnienie
Tablica pamiątkowa na domu przy ul. Krakowskie Przedmieście 19, znajdującym się w miejscu kamienicy, w której w latach 1837−1842 mieszkał Wojciech Żywny.